# Ayao Shirane
Ayao Shirane (Tokyo, 1916 – Leyte, 24 novembre 1944) è stato un aviatore giapponese.
Ufficiale pilota della Marina imperiale giapponese; esperto ed apprezzato comandante di gruppi aerei da caccia imbarcati sulle portaerei, partecipò a molte grandi battaglie della Guerra del Pacifico durante la seconda guerra mondiale. Si era già distinto durante la guerra in Cina nel 1940, partecipando ai primi scontri aerei con i nuovi caccia A6M Zero e ottenendo ottimi risultati. Dopo l'attacco su Pearl Harbor, a cui Shirane pur imbarcato sulla portaerei Akagi come ufficiale comandante di squadrone (Hikotai) non prese direttamente parte, questo ufficiale partecipò alla decisiva battaglia delle Midway dove mostrò le sue qualità di comandante e di abile pilota. Dopo la sconfitta Ayao Shirane (promosso fino al grado di capitano di corvetta) avrebbe continuato a guidare in combattimento i suoi giovani piloti per il resto della guerra impegnandosi sempre coraggiosamente fino alla sua morte in azione nel novembre 1944 nei cieli dell'isola di Leyte durante la battaglia delle Filippine.

## Biografia

### Carriera nella Marina imperiale
Nato a Tokyo nel 1916, proveniente da un'importante famiglia (il padre era un funzionario del governo giapponese), frequentò la prestigiosa Accademia navale di Etajima fino al 1939 quando venne nominato guardiamarina e assegnato alle forze aeronavali come pilota da caccia.
Venne subito assegnato al 12°  Kōkūtai (gruppo aereo) impegnato sul fronte cinese durante la guerra sino-giapponese esplosa nel 1937, e quindi partecipò alle prime missioni con i nuovissimi caccia Mitsubishi A6M Zero, prima il 19 agosto 1940 nel bombardamento della capitale cinese di Chungking (senza trovare opposizione) e soprattutto il 13 settembre 1940 nel famoso scontro aereo sui cieli di Hankow che avrebbe rappresentato lo spettacolare battesimo del fuoco degli Zero.
Egli faceva parte della squadriglia di 13 A6M Zero guidata dal tenente di vascello Saburo Shindo che affrontò un nugolo di caccia cinesi. Durante gli scontri i caccia giapponesi ebbero facilmente la meglio distruggendo 27 aerei nemici senza subire perdite; ed in questa occasione egli ottenne la sua prima vittoria aerea.

### La guerra del Pacifico
Dopo il servizio in Cina passò sui reparti imbarcati e venne assegnato, con il grado di tenente di vascello, al gruppo da caccia (Kansen Buntai) della portaerei Akagi, nave ammiraglia della squadra navale al comando del viceammiraglio Chūichi Nagumo. Il giovane ufficiale, tuttavia, non prese parte all'attacco su Pearl Harbor, mentre ebbe un ruolo importante nelle successive missioni della flotta portaerei e anche nella drammatica battaglia delle Midway.

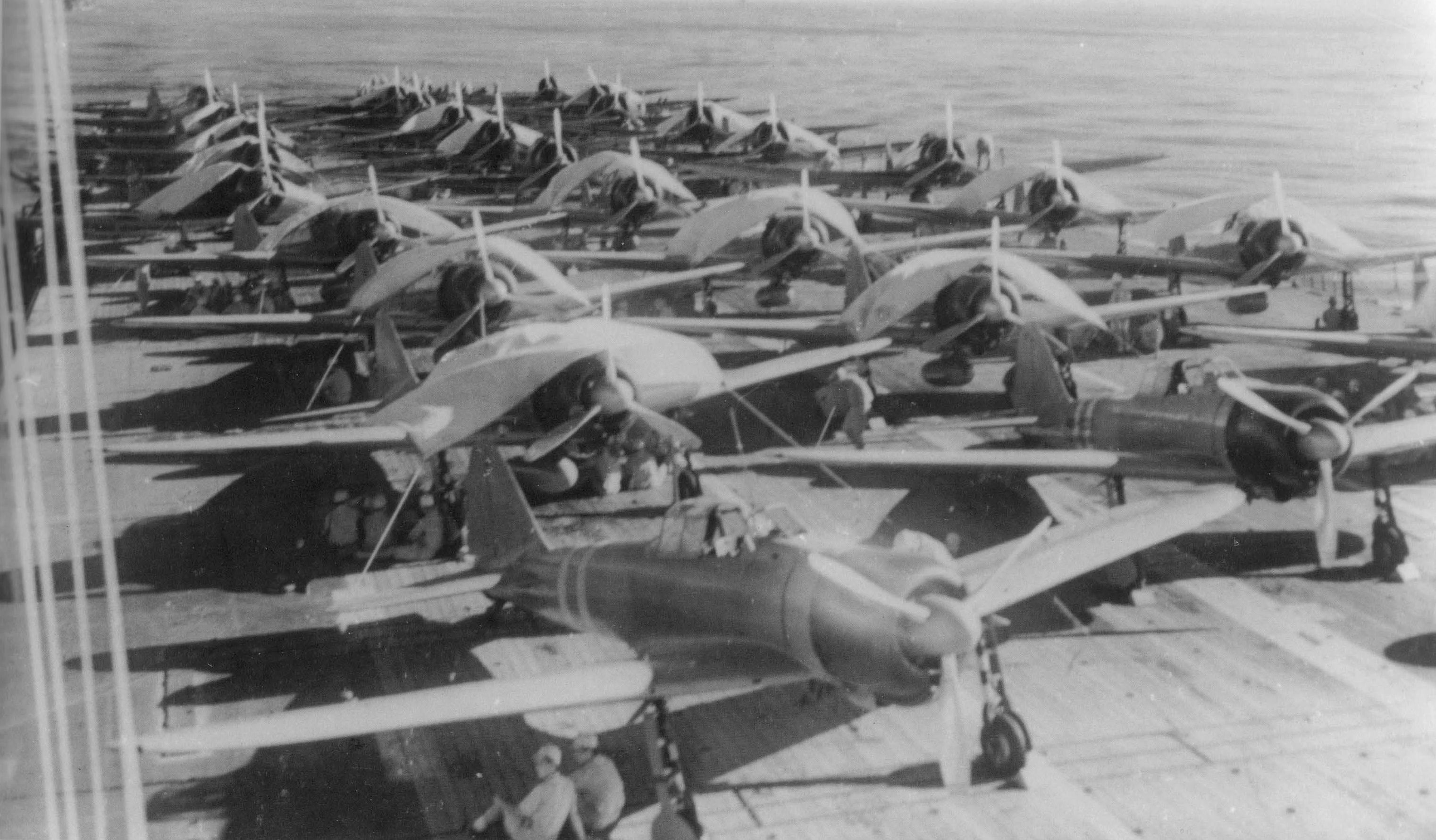
Il ponte di volo della portaerei Zuikaku ingombro di caccia A6M Zero. Ayao Shirane guidò il gruppo da caccia di questa nave durante le battaglie di Guadalcanal.

Il 4 giugno 1942, al comando di nove caccia A6M Zero, prese parte alla prima ondata offensiva contro le isole guidando, insieme al tenente di vascello Masaharu Suganami, i caccia di scorta che affrontarono e respinsero facilmente i caccia americani dei Marines. Dopo il primo riuscito attacco a Midway, prese parte (alla testa degli Shotai - sezioni aeree -  decollati dalla Akagi) anche ai micidiali scontri sopra le portaerei giapponesi per contrastare gli attacchi dei bombardieri e degli aerosiluranti americani.
Nonostante il valore e la combattività dei piloti giapponesi, le portaerei vennero infine colpite e incendiate e anch'egli assistette impotente all'affondamento della portaerei Akagi.
Dopo la disfatta, l'ufficiale, altamente stimato per le sue qualità di tattico, di comandante e di guida per i giovani piloti, venne subito riassegnato al comando del gruppo da caccia della portaerei Zuikaku, con cui partecipò con distinzione anche alle violente battaglie della campagna di Guadalcanal nel novembre 1942, prima di essere trasferito in Giappone alla base di Yokosuka.
Nel novembre 1943,  promosso ormai capitano di corvetta, organizzò il primo gruppo aereo equipaggiato con i nuovi caccia N1K "George" (il 341º Kōkūtai), ma carenze di equipaggiamenti e difficoltà tecniche ritardarono di molti mesi l'entrata in servizio effettiva di questo potente aereo e solo l'anno successivo l'ufficiale tornò in combattimento nelle Filippine, prendendo il comando del 401º Kōkūtai schierato all'aeroporto di Mabalacat, nell'isola di Luzon.
L'invasione americana delle Filippine era imminente ed egli e i suoi piloti furono presto impegnati in disperate battaglie aeree contro i numerosi e potenti gruppi aerei dell'USAAF equipaggiati con i caccia P-38 Lightning. Durante un duro scontro con questi micidiali caccia il 24 novembre 1944 nei cieli di Leyte il suo aereo venne abbattuto ed egli rimase ucciso.
Grande comandante e tattico più che "asso" alla ricerca di successi individuali (le sue vittorie ufficiali furono appena nove) Ayao Shirane venne sempre stimato e apprezzato negli ambienti della Marina imperiale e si guadagnò una eccellente reputazione come uno dei migliori capi delle temibili forze da caccia giapponesi durante la seconda guerra mondiale.